# Evangelische Kirche (Rittersbach)

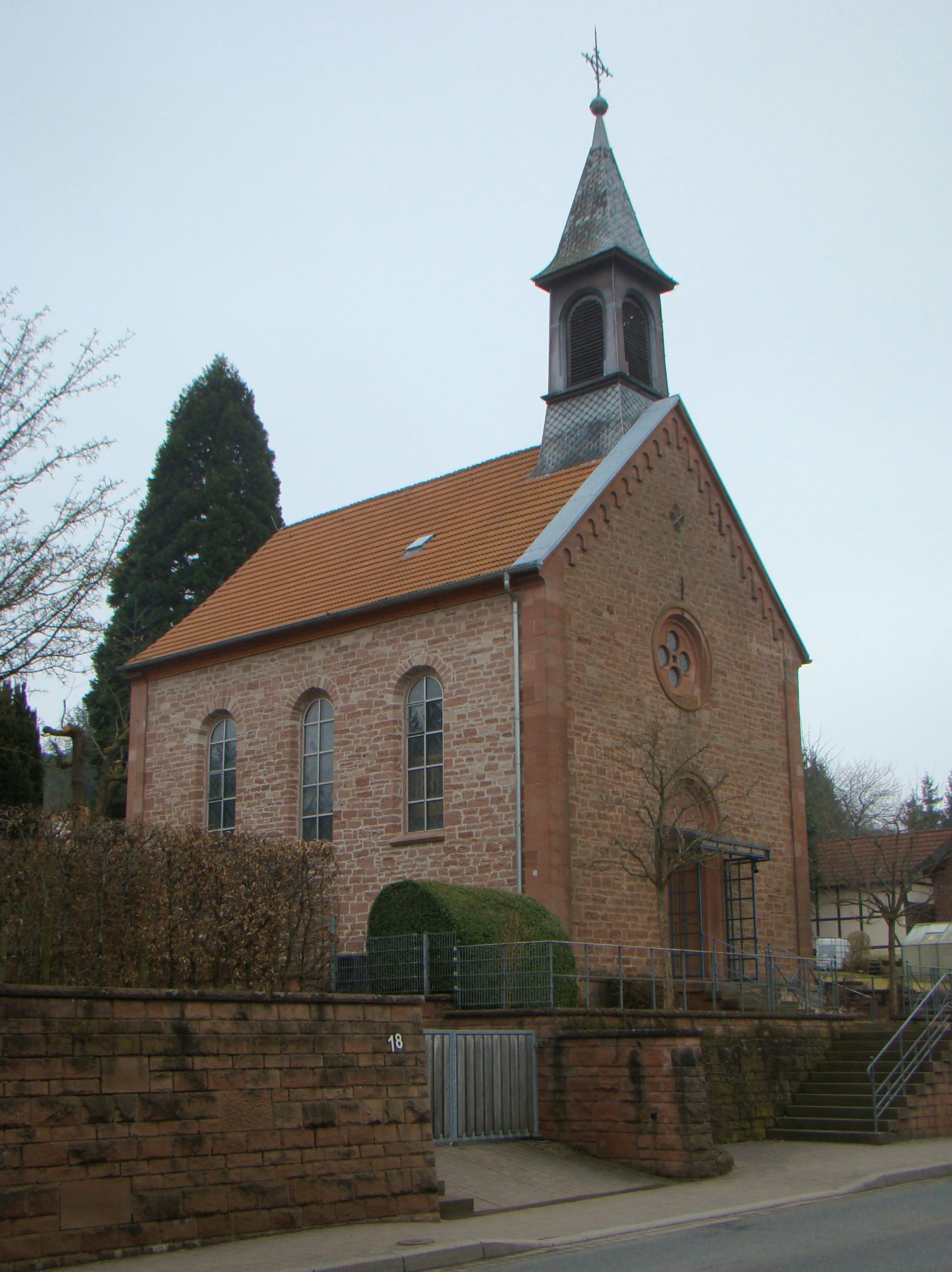
Evangelische Kirche in Rittersbach

Die evangelische Kirche in Rittersbach, einem Ortsteil der Gemeinde Elztal im Neckar-Odenwald-Kreis im nördlichen Baden-Württemberg, wurde 1854 errichtet. Die Kirchengemeinde Großeicholzheim-Rittersbach gehört zum Kirchenbezirk Mosbach der Evangelischen Landeskirche in Baden.

## Geschichte
Rittersbach wurde als kurpfälzischer Ort zwar im späten 16. Jahrhundert calvinistisch reformiert, war nach dem Dreißigjährigen Krieg jedoch überwiegend katholisch geprägt. Die alte, bereits im 14. Jahrhundert erwähnte Kirche des Ortes (der Vorgängerbau der heutigen Georgskirche) stand seit der Reformation – mit Ausnahme einiger Jahre während des Dreißigjährigen Krieges, als der Ort zeitweilig zum katholischen Bayern zählte – der reformierten Gemeinde zu. 1698 wurde schließlich das Simultaneum eingeführt, das auch der zahlenmäßig größeren katholischen Gemeinde die Nutzung der alten Kirche ermöglichte. 1705 bekam die katholische Gemeinde letztlich die Kirche zugesprochen. Die zahlenmäßig geringe reformierte Gemeinde erhielt einen Raum im Rathaus für ihre Gottesdienste und richtete sich 1742 einen Betsaal in einem ursprünglich als Schulhaus geplanten Gebäude an der Mittelstraße ein. Bis 1850 wuchs die reformierte Gemeinde auf 70 Personen an. Der alte Betsaal wurde zu klein, gleichzeitig war das Gebäude stark baufällig geworden, war nach Expertenmeinung das schlechteste Gebäude im Ort und drohte einzustürzen.
Im Jahr 1853 gab der evangelische Oberkirchenrat 600 Gulden aus einer Baukollekte zum Neubau einer Kirche auf einem Grundstück südöstlich der Ortsmitte, an der 1849 fertiggestellten neuen Staatsstraße (der heutigen B 27), zu der hin der Ort sich seit jener Zeit zu orientieren begann. Der Baubeginn war am 15. Mai 1854. Die Pläne für die Kirche stammten von Bauinspektor Lutz aus Mosbach. Die ursprüngliche Planung sah eine Grundfläche von 30 Fuß Länge und 24 Fuß Breite vor. Bereits beim Aushub der Baugrube zeigte sich die reformierte Gemeinde erschrocken über die kleine Dimension des Gebäudes, so dass rasch eine Erweiterung des Kirchenraumes um 10 Fuß Länge und 6 Fuß Breite beantragt und genehmigt wurde, woraufhin die Kirche in ihrer heutigen Gestalt errichtet wurde.

## Beschreibung
Die evangelische Kirche ist ein einschiffiges, turmloses Gebäude mit Dachreiter und einer kleinen, nach Südosten ausgerichteten Chorapsis. Der heutige Dachreiter hat 1909 den kleineren ursprünglichen Dachreiter ersetzt. Im Tympanon über dem Hauptportal befindet sich eine Inschrift mit Angabe des Baujahres 1854.
Im Dachreiter befindet sich ein 1952 bei der Glockengießerei Bachert in Heilbronn gegossenes Geläut aus zwei Bronzeglocken. Zuvor wurden zwei Sätze aus jeweils zwei Glocken im Ersten und Zweiten Weltkrieg eingeschmolzen.